# Ludwig Plate
Ludwig Hermann Plate, född 16 augusti 1862 i Bremen, död 16 november 1937 i Jena, var en tysk zoolog.
Plate utnämndes 1909 till Ernst Haeckels efterträdare som professor i zoologi vid universitetet i Jena. Han inlade stora förtjänster rörande utformningen av selektionsprincipen och studiet av artbildningen. Han var utgivare av "Handbücher der Abstammungslehre" och var en av redaktörerna för "Archiv für Rassen- und Gesellschafts-Biologie". Han blev 1924 invald som utländsk ledamot nummer 696 av svenska Vetenskapsakademien.